# サマー・オブ・ラブ
サマー・オブ・ラブ（Summer of Love）は、1967年夏にアメリカ合衆国を中心に巻き起こった、文化的、政治的な主張を伴う社会現象。

## 概要
最大で10万人がサンフランシスコのヘイト・アシュベリー周辺に集まったといわれる。サンフランシスコ以外にも膨大な数のヒッピーがニューヨーク、ロサンゼルス、フィラデルフィア、シアトル、ポートランド、ワシントンD.C.、シカゴ、カナダのモントリオール、トロント、バンクーバーやヨーロッパの各都市に集った。当時のサンフランシスコは音楽、ドラッグ、フリーセックス、表現、政治的意思表示の中心地、ヒッピー革命の本拠地と見做された。
サマー・オブ・ラブは1960年代の文化的エポックとなった。ヒッピーが主導したカウンターカルチャーは世代を超えて広く認知された。この空前の集会はしばしば大がかりな社会的実験であったとも考えられている。それまではマイナーな存在であった新しいライフスタイルが（まだまだ主流とはなりえないまでも）オープンなものとなり、この夏のみならず、次年度以降も変化を続けた。ロックでサマー・オブ・ラブの中心となったのは、グレイトフル・デッド、ジェファーソン・エアプレインなどのバンドだった。そこにはまったく知らない他人との共同生活や、自由恋愛などを含んでいた。
反面、当時のアメリカの各都市（デトロイトやニューアークなど）では、史上特に酷いアフリカ系アメリカ人に対する人種差別に起因する暴力沙汰が多く見受けられた。この状況は後に「長く熱い夜」と呼ばれた。